# Osmoregulació
L'osmoregulació és la regulació activa de la pressió osmòtica dels fluids d'un organisme per a mantenir l'homeòstasi del contingut d'aigua de l'organisme; això és el que manté els fluids de l'organisme per tal que no passin a ser massa diluïts o massa concentrats. La pressió osmòtica és una mesurament de la tendència de l'aigua a desplaçar-se dins una solució cap a una altra per osmosi. Com més alta sigui la pressió osmòtica d'una solució més aigua voldrà desplaçar-se cap a una solució. la pressió pot ser exercida en el costat hipertònic d'una membrana selectivament permeable sper evitar la difusió d'aigua per osmosi des del costat que conté aigua pura.
Els organismes tant en ambients aquàtics com terrestres poden mantenir la concentració correcta de soluts i la quantitat d'aigua en els seus líquids corporals; això implica l'excreció (eliminant els residus metabòlics i altres substàncies com les hormones que podrien ser tòxiques si s'acumulen a la sang) via òrgans com la pell i els ronyons; mantenint la quantitat d'aigua i soluts dissolts en equilibri cosa que es diu osmoregulació.

## Osmoregulació en animals

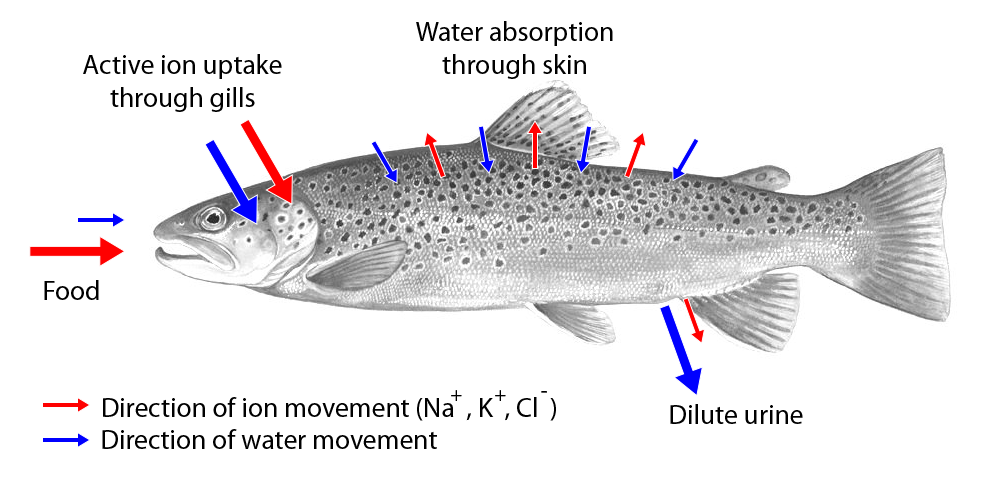
Moviment d'aigua i ions en un peix d'aigua dolça

Els dos tipus principals d'osmoregulació són els osmoconformadors i els osmoreguladors.
Els osmoconformadors adeqüen l'osmolaritat del seu cos a la del seu ambient. I poden ser passius o actius. La majoria dels invertebrats marins són osmoconformadors, malgrat que la seva composició iònica pot ser diferent de la de l'aigua de mar.
Els osmoreguladors regulen estretament l'osmolaritat del seu cos, la qual sempre és constant, i són més comuns en el regne animal. Els osmoreguladors controlen activament les concentracions de sals en l'ambient. Un exemple són els peixos d'aigua dolça. Les brànquies prenen activament la sal del medi ambient per usar-la en els mitocondris de les cèl·lules. L'aigua es difondrà dins del peix, per tant excreta urina molt diluïda (hipotònica per expel·lir l'aigua en excés.

## Osmoregulació en les plantes
Mentre que no hi ha en les plantes superiors òrgans osmoreguladors específics, els estomes són importants per regular la pèrdua d'aigua a través de l'evapotranspiració i a nivell cel·lular el vacúol és crucial en la regulació de la concentració de soluts en el citoplasma. Els vents forts, la baixa humitat i les altes temperatures incrementen l'evapotranspiració de les fulles. L'àcid abscíssic és una fitohormona important per ajudar a conservar l'aigua en les plantes, causa que els estomes es tanquin i estimula el creixement de les arrels i així es pot absorbir més aigua.
En les plantes la pèrdua d'aigua és crucial per crear una força conductora que desplaci els nutrients des del sòl als teixits. Les xeròfites són plantes adapatades per poder aguantar la sequedat durant llargs períodes. Les plantes suculentes, com els cactus, emmagatzemen aigua en els vacúols de teixits de parènquima.